# Walter Bishop
Doctor Walter Bishop és un personatge fictici de la sèrie de televisió de Fox Fringe. És retratat per John Noble.
Walter Bishop és un investigador del govern en la ciència Fringe amb un QI de 196. Va ser detingut després d'un accident de laboratori que va donar lloc a càrrecs d'homicidi involuntari. Després d'haver estat tancat durant 17 anys a Santa Clara, un institut mental, Walter sovint expressa sorpresa davant la tecnologia moderna, i sembla estar desconnectat del món, de vegades deixant que el seu fill desxifri seus deliris als altres. Sovint diu coses que semblen òbvies i que ningú més diu i tendeix a posar-se a cantar mentre treballa, ja que l'ajuda a pensar. També acostuma a menjar o beure mentre fa autòpsies, sense importar-li el desagradable que pot resultar a la gent. Gaudeix amb el seu treball. És l'arquetip de científic boig.